# Dariusz Jasiński
Dariusz Jasiński – polski sędzia międzynarodowy oraz wieloletni działacz w środowisku siatkarskim. Syn Tadeusza Jasińskiego. 

## Historia
1984 – zdane eksternistycznie egzaminy sędziowskie
1987 – kurs unifikacyjno-szkoleniowy dla kandydatów na sędziów szczebla centralnego
1989 – I liga kobiet i II liga mężczyzn
1990 – klasa związkowa
1991 – I liga mężczyzn
1993 – klasa państwowa
1994 – kurs dla kandydatów na sędziów międzynarodowych w Bielsku
1998 – klasa międzynarodowa
1999 – sędzia międzynarodowy piłki siatkowej niepełnosprawnych
2007 – Final Four Top Teams Cup Women Munster
2009 - Final Four CEV Cup Men w Atenach
od 2008 do dziś – Liga Światowa 
2012 - Paralympic Games London 2012, 2019 - Panamerican Paralympic Games Lima 2019, 2020 - Tokio 2020.
Były zawodnik klubu akademickiego AZS Toruń, a następnie Chemika Bydgoszcz. Zamiłowanie siatkówką wyniósł już z domu. Matka i ojciec grali w drużynach z Bydgoszczy i Torunia. Matka Halina była wieloletnim sędzią piłki siatkowej, koszykówki, lekkoatletyki i pływania, a także długoletnią działaczką i założycielką OZPS w Bydgoszczy. Także żona Hanna była zawodniczką AZS Toruń, a syn jest sędzią I klasy piłki siatkowej. Prywatnie: żonaty z Hanną Jasińską, dwoje dzieci - Aleksandra Jasińska-Kloska oraz Krzysztof Jasiński.
Odniósł dużo sukcesów na arenie międzynarodowej. Sędziował między innymi turnieje Mistrzostw Świata, Mistrzostw Europy, Ligę Światową,  turnieje Final Four oraz zawody pucharów europejskich w tym od kilku lat Ligi Mistrzów. W kraju prowadził wiele spotkań o najwyższą stawkę – medale mistrzostw Polski, finały Pucharu Polski, Superpuchar Polski. Tworzył piłkę siatkową plażową w Polsce.
Były wieloletni przewodniczący Wydziału Sędziowskiego OZPS, a następnie Kujawsko-Pomorskiego Związku Piłki Siatkowej w Bydgoszczy. W styczniu 2001 roku został wybrany do Wydziału Sędziowskiego PZPS, gdzie przez dwie kadencje był Przewodniczącym Komisji Organizacyjnej i członkiem Prezydium Wydziału. Organizator licznych imprez siatkarskich, m.in. Memoriału Huberta Jerzego Wagnera. Odznaczony przez PZPS "Medalem za wybitne zasługi w rozwoju i piłki siatkowej" (2008), Złotą Odznaką PZPS, Nagrodą za Długoletnią Współpracę Przy Organizacji Memoriału Huberta Jerzego Wagnera (2014).

## Obecnie
Sędzia międzynarodowy halowej piłki siatkowej, kwalifikator sędziowski w rozgrywkach najwyższej ligi.
Również jeden z dwóch sędziów międzynarodowych siatkówki niepełnosprawnych w Polsce. Kilkakrotnie sędziował zawody Mistrzostw Europy w siatkówce na siedząco, Igrzyska Paraolimpijskie w Londynie w 2012 roku, kwalifikator na Igrzyskach Panamerykańskich Lima 2019, nominacja na Igrzyska do Tokio 2020.
Tłumaczy i wydaje "Książkę Przypadków FIVB" ("Casebook FIVB"). Opracował i przygotował do druku "Vademecum sędziego" (2005 i 2008).
Dziennikarz "Magazynu Siatkówka", w którym redaguje dział poświęconym sędziowaniu oraz prezentuje materiały ze świata i kraju.
Producent specjalistycznego sprzętu do piłki siatkowej: sygnalizatorów optyczno-dźwiękowych i tabliczek zmian zawodników, wykorzystywany podczas najważniejszych zawodów w kraju i na świecie: Mistrzostw Świata, Mistrzostw Europy, Igrzyskach Olimpijskich czy Ligi Światowej i Grand Prix FIVB.